# Konni Zilliacus
Konrad Viktor (Konni) Zilliacus (18. prosince 1855, Helsinky, Ruské impérium – 19. června 1924, Helsinky, Finsko) byl finský bojovník za nezávislost zúčastněný v Graftonově aféře v roce 1905.
Jeho syn Konni Zilliacus byl zvolen poslancem britského parlamentu za Labouristickou stranu ve volebním obvodu Gateshead.
Zemřel v Helsinkách v ošetřovatelském domě a v jeho posledních dnech sepsal paměti svých podzemních aktivit, ale také kuchařku.

## Literatura

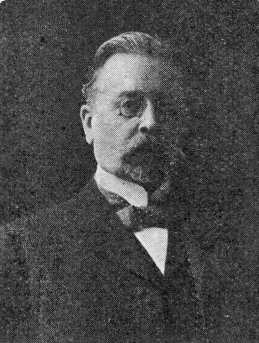
Konni Zilliacus